# Галавант
«Галава́нт» (Ґалавант; англ. Galavant) — американський телевізійний серіал, створений Деном Фогельманом, прем'єра якого відбулась на телеканалі ABC 4 січня 2015 року. Серіал є комедійним мюзиклом та сіткомом, музику до якого написав Алан Менкен. Серіал стартував 4 січня 2015 року як заміна для серіалу «Якось у казці», який пішов на перерву. 12 травня 2016 року ABC закрив серіал після двох сезонів.

## Сюжет
Сер Галавант — славетний лицар та герой Семи Королівств. Він жив безтурботним життям, гріючись в променях слави і пошани разом зі своєю коханою Мадаленою. Але якось король Річард, безжалісний і деспотичний тиран, викрадає її, щоб зробити своєю дружиною. Галавант вривається в замок короля під час вінчання і хоче, відповідно до жанру, врятувати Мадалену і поїхати разом з нею геть від грошей та влади. Але Мадалена раптом відмовляє йому, вибираючи гроші, славу та корону. Пригніченого лицаря викидають із замку.
Минає рік. Намагаючись догодити Мадалені, яка, ставши королевою, проявила себе з справжнього, стервозного боку, Річард захоплює сусіднє королівство Валенсію. Погрожуючи принцесі Валенсії Ізабеллі смертю її батьків, він змушує її привести до нього Галаванта, щоб нарешті поквитатися з ним. Дівчина знаходить лицаря в затяжному запої і депресії, він обм'якнув, розтовстів і більше не геройствує. Однак, Ізабеллі вдається обдурити Галаванта, і він разом з принцесою і своїм зброєносцем Сідом охоче вирушає до Валенсії, щоб врятувати, як він думає, Мадалену, яка страждає. Трійці доводиться пройти через безліч пригод, в ході яких Галавант зрозуміє, що значить бути справжнім героєм, а Ізабелла знайде в лицарі свого судженого. Тим часом королю Річарду належить переосмислити свої уявлення про правління і життя в цілому, проявивши себе не лиходієм-узурпатором, а наївною і ранимою душею, яка прагне істинної любові, подвигів і справжньої дружби.

## Актори і персонажі

### Основний склад
- Джошуа Сасс — Галавант, славетний лицар
- Тімоті Омандсон — король Річард
- Вінні Джонс — Гарет
- Меллорі Дженсен — Мадалена
- Карен Девід — Ізабелла, принцеса Валенсії
- Люк Янгблад — Сід, зброєносець Галаванта

### Другорядний склад
- Бен Преслі — блазень Стів Маккензі
- Даррен Еванс — шеф-кухар Вінченцо
- Стенлі Тоунсенд — король Валенсії
- Женев'єва Алленбері — королева Валенсії
- Софі Макшера — Гвінні
- Рутгер Хауер — Кінгслі
- Кемаль Дін Елліс — Гаррі, принц Гортензії
- Клер Фостер — Роберта Стейнгласс
- Роберт Ліндсі — Честер Вормвуд
- Мазз Кхан — Баррі

## Серії
| Сезони | Серії | Оригінальна дата показу | Оригінальна дата показу |
| ------ | ----- | ----------------------- | ----------------------- |
| Сезони | Серії | Прем'єра сезону         | Фінал сезону            |
| 1      | 8     | 4 січня 2015 року       | 25 січня 2015 року      |
| 2      | 10    | 3 січня 2016 року       | 21 січня 2016 року      |

### Сезон 1 (2015)
| Серія | Оригінальна назва          | Українська назва             | Дата виходу        |
| ----- | -------------------------- | ---------------------------- | ------------------ |
| 1     | Pilot                      | Пілот                        | 4 січня 2015 року  |
| 2     | Joust Friends              | Друзі по лицарському турнірі | 4 січня 2015 року  |
| 3     | Two Balls                  | Дві кулі                     | 11 січня 2015 року |
| 4     | Comedy Gold                | Комедійне золото             | 11 січня 2015 року |
| 5     | Completely Mad…Alena       | Цілком божевільна… Мадалена  | 18 січня 2015 року |
| 6     | Dungeons and Dragon Lady   | Темниці і Леді-Дракон        | 18 січня 2015 року |
| 7     | My Cousin Izzy             | Моя кузина Іззі              | 25 січня 2015 року |
| 8     | It's All in the Executions | Вся справа в стратах         | 25 січня 2015 року |

### Сезон 2 (2016)
| Серія | Оригінальна назва                          | Українська назва                                | Дата виходу        |
| ----- | ------------------------------------------ | ----------------------------------------------- | ------------------ |
| 1     | A New Season aka Suck It Cancellation Bear | Новий сезон, або Викуси скорочення, ведмідь     | 3 січня 2016 року  |
| 2     | World's Best Kiss                          | Найкращий поцілунок в світі                     | 3 січня 2016 року  |
| 3     | Aw, Hell, the King                         | Оу, хай йому чорт, тому королю                  | 10 січня 2016 року |
| 4     | Bewitched, Bothered, and Belittled         | Зачарований, набридлий та принижений            | 10 січня 2016 року |
| 5     | Giants vs. Dwarves                         | Гіганти проти гномів                            | 17 січня 2016 року |
| 6     | About Last Knight                          | Про останнього лицаря                           | 17 січня 2016 року |
| 7     | Love and Death                             | Кохання і смерть                                | 24 січня 2016 року |
| 8     | Do the D'Dew                               | У краплинах п-поту                              | 24 січня 2016 року |
| 9     | Battle of the Three Armies                 | Битва трьох армій                               | 31 січня 2016 року |
| 10    | The One True King (To Unite Them All)      | Єдиний справжній король (Щоб об'єднати їх усіх) | 31 січня 2016 року |

## Виробництво

### Розробка
У жовтні 2013 року ABC замовив зйомки пілотного епізоду, написаного Деном Фогельманом за участі Алана Менкена і Гленна Слейтера як композиторів. Ідея створення гібрида мюзиклу і сіткому прийшла до Фогельману після зйомки музичного епізоду його сіткому «Сусіди», а також успіху фентезі серіалу від ABC — «Якось у казці». Проект описувався як експеримент поєднання Бродвейського мюзиклу та голлівудських технологій, в той же час залишаючи півгодинний формат сіткому. 

### Кастинг
Кастинг на основні ролі почався незабаром після замовлення пілотного епізоду. Вінні Джонс став першим актором, затвердженим на роль в пілоті, 1 листопада 2013 року. 17 грудня було оголошено, що невідомий в США британський актор Джошуа Сасс буде грати головну роль, в той час як Меллорі Дженсен та Карен Девід приєдналися до пілота в основних жіночих ролях. 30 січня 2014 року до проекту в ролі лиходія, короля Річарда, приєднався Тімоті Омандсон.

### Знімання
Місцем зйомки серіалу була обрана Велика Британія, оскільки держава пообіцяла податкові пільги для ABC Studios. 8 травня 2014 року ABC замовив зйомки першого сезону серіалу для трансляції в телесезоні 2014/15 років. 7 травня 2015 року серіал було продовжено на другий сезон.